# 최윤덕부조묘
최윤덕부조묘(崔潤德不祧廟)는 대한민국 전북특별자치도 장수군 산서면 오성리에 있다. 2015년 6월 3일 장수군의 향토문화유산 제6호로 지정되었다.

## 개요
최윤덕부조묘는 1927년에 창건된 건물로서 조선 초기 동북4성을 쌓아 여진족의 침입을 방지하고 이종무와 함께 대마도를 정벌한 최윤덕의 부조묘이다. 최윤덕 부죠묘는 관련 인물의 역사적 가치가 높으며 인근에 위치한 송현수부조묘와 함께 근대기 문중간의 경쟁적 건축활동을 잘 보여주고 있어 가치가 높다.

## 같이 보기
- 송현수부조묘 - 장수군 향토문화유산 제3호